# Jackson Gann
Jackson Gann – amerykański aktor filmowy, serialowy i dubbingowy.

## Filmografia
- Lego Jurassic World (2015, głos)[2]
- Borg/McEnroe. Między odwagą a szaleństwem (2017) jako młody John McEnroe[2]
- Tajemnice Silver Lake (2018) jako Stupid Boy #1[2]
- Alienista (2018) jako Joseph / Bernadette[2]